# Ненад Ненадовић
Ненад Ненадовић (Београд, 20. октобар 1964 — Београд, 22. септембар 2021) био је српски филмски, телевизијски, гласовни и позоришни глумац, радио и ТВ водитељ.

## Биографија
Рођен је 20. октобра 1964. године у Београду од оца Драгољуба и мајке Живке. Завршио је ОШ „Ђуро Ђаковић” у београдској општини Стари град. Године 1975. отишао је на Радио Београд где се одржавала аудиција за Драмски студио Бате Миладиновића и ушао је у ту групу. Последњу годину у Драмском студију, Ненадовићу је предавач био Мирослав Алексић, а у групи је остао до уписа на Факултет драмских уметности Универзитета уметности у Београду, 1982. године. Након дипломирања на факултету био је у последњој класи класи професора Миње Дедића. Ненадовић је био члан Удружења драмских уметника Србије од 1993. године.
У Позоришту „Бошко Буха” играо је читаву каријеру, а најдражи сарадници из тог позоришта били су му Драган Вујић, Бода Нинковић и Милорад Мандић.
Са супругом Снежаном која је такође уметница био је у браку од 1994. године до смрти. Брачни пар водио је школу глуме кроз коју су прошли глумци као што су Милош Биковић, Јована Стојиљковић, Тијана Максимовић, Лазар Ђукић, Предраг Васић и други. Из брака са Снежаном има ћерке Јану која је завршила нижу балетску школу и Мину која је завршила Балетску школу „Лујо Давичо” и бави се глумом.
Преминуо је 22. септембра 2021. од последица инфекције корона вирусом у Ковид болници у Батајници. Комеморација поводом смрти Ненадовића одржана је у Театру „Вук”, а поред породице присуствовали су јој глумци Миодраг Радоњић, Предраг Васић, Андрија Милошевић, Ђорђе Стојковић, Милан Калинић, Милош Влалукин и многи други. Сахрањен је у Алеји заслужних грађана на Новом гробљу у Београду.

## Каријера

### Филм и ТВ
Глумачку каријеру започео је на Радио Београду код Бате Миладиновића. Прву улогу имао је на ТВ филму Кућна терапија, у улози сина од Вите, којег је глумио Милош Жутић. У то време, глумачки идол био му је Драган Николић, који је заједно са родитељем Александром Ђорђевићем долазио да тражи децу глумце за ТВ серију Повратак отписаних. Ненадовић је добио улогу дечака Мољца који се свети Немцима јер су му погубили оца. Појавио се у једној епизоди серије, а снимање је трајало читаву ноћ.
Године 1978. појавио се као Лале у југословенском филму Бошко Буха, исте године и у ТВ филму Сироче. У ТВ серији Вага за тачно мерење (1978—1979) појавио се у двадесет и девет епизода као Горан. Наредну улогу имао је у филму Шеста брзина из 1981. године као шегрт Мића, а у улози истог имена појавио се у шест епизода ТВ серије Приче из радионице, где је играо са Зораном Радмиловићем. У филму Далеко небо из 1982. године био је у улози Мацуре, а исте године имао је улогу ученика у филму Тесна кожа. Исте, 1982. године имао је улогу у југословенском ТВ филму Руски Уметнички експеримент, а наредне године у краткометражном ТВ филму Младић, девојка, успомене. Године 1985. појавио се у филму Томбола као препродавац ћебади, а наредне године у филму Од злата јабука као Горчин Вукобрат. Ненадовић је имао улогу и у ТВ серији Одлазак ратника, повратак маршала која је снимљена 1986. године, а наредне године и улогу у ТВ серији Дневник Горчина Вукобрата. Као млади Димитрије Давидовић појавио се у две епизоде ТВ серије Вук Караџић која је емитована 1987. године.
У улози Ђуре био је у ТВ серији Мала Нада из 1982. године, а исте године глумио је Швабу у филму Шта радиш вечерас (сегмент „Кравата обавезна”). Имао је улогу у мини ТВ серији Четрдесет осма — Завера и издаја из 1988. године, а наредне године улоге младог Немца у филму Балкан експрес 2 и у ТВ филму Плави, плави!. Ненадовић се појавио у четири епизоде ТВ серије Балкан експрес 2, а након тога 1992. године у серијама Вуков Видео Буквар и Театар у Срба где је био у улози Доситеја Обрадовића. Као Јоца Сируп глумио је у три епизоде ТВ серије Plywood Dreams , а 2003. године појавио се и у серији Мјешовити брак и филмуПрофесионалац у улози збуњеног вука у склоништу. У првој српској теленовели, под називом Јелена (2004—2005) појавио се у четрдесет и две епизоде, у улози чика Карлоса. Као електричар глумио је ју једној епизоди ситкома Љубав, навика, паника и у две епизоде серије Куку, Васа, 2010. године. Улогу гинеколога имао је у филму Жена са сломљеним носем, док је у једанаест епизода серије Бела лађа био у улози амбасадора Емберија.
Ненадовић је остварио улогу Раше у три епизоде серије Звездара (2013), као и улогу Тим Олгуда у серији ТВ театар из 2014. године. Као човек за кетеринг појавио се у две епизоде серије Жене са Дедиња (2011—2014), а након тога 2015. године у омнибус филму Психо-сеанса, кратком филму Окидач, филму Игра у тами као Шоле и серији Мамурлуци као домаћин Риста. Као мајстор Даре и учитељ имао је улоге у две епизоде ТВ серије Андрија и Анђелка, а након тога 2016. године у три епизоде серије Комшије као Михајло Атанацковић.  Ненадовић је био професор у две епизоде серије Истине и лажи (2017), а наредне године играо је у улози Ђилана Туговића у филму Систем. У српској ТВ серији Ургентни центар појавио се у једној епизоди као Митар, а након тога, 2019. године као Добривоје у ТВ филму Није све као што изгледа. У серији Јунаци нашег доба (2019) глумио је у две епизоде као јавни тужилац, а након тога у седам епизода серије Игра судбине као Брунер. Као патолог појавио се у драмско-трилерској мини серији Калуп из 2020. године, а последњу улогу имао је у ТВ серији Александар од Југославије у улози Мустафе Кемала Ататурка.
Када је био дечак појавио се у неколико дечјих емисија укључујући Цврчков албум и Сироче. Током каријере водио је преко хиљаду емисија на телевизији. Неке од дечијих емисија које је водио су Зоотека, Пет шоу, Фазони и Форе и друге. Писао је и режирао за телевизију.

### Позориште
Након што је завршио факултет, 1987. године постао је стални члан ансамбла позоришта „Бошко Буха” у Београду, у којем је остао до краја живота. Играо је у Београдском драмском позоришту и на другим сценама, а матична кућа била му је Позориште „Бошко Буха” у којој је играо од друге године факултета, а рекордер је по броју одиграних представа у 2015. години; у првих пет месеци играо је у 77 представа овог позоришта.
Од 2002. до 2005. године Ненадовић је био управник Позоришта „Бошко Буха” и за време његовог мандата основан је ТИБА фестивал, интернационални фестивал позоришта за децу и младе. За живота одиграо је десетине позоришних улога, прва професионална била је улога Бертрама у представи Све је добро што се добро сврши, на другој години факултета, са Марицом Вулетић. Последња позоришта улога Ненадовића била је Мачор у чизмама Игора Бојовића, а у режији Југа Радивојевића.
Ненадовић је играо у великом броју представа а неке од њих су : Зли патуљак, Бајка о Вуку и Србима, Конрад, Жива жеља, Браћа по оружју, Сумњиво лице, Зелени птић, Виђење Исуса Криста у касарни ВП 2507, Новогодишња ревија за децу и радознале, Ау што је школа згодна, Механички месец, Змај, Вадисрце, Рок-ен-рол за децу, Мали Радојица и Краљевић Марко, Сан летње ноћи, Ма шта сејали ту ће живот нићи, Није Нова година мачка у џаку, Принц Растко - монах Сава, Пут око света, Василиса Прекрасна, Сан и слава златног лава - Борца за дечја права, Лаки комади, Флорентински шешир, Успавана лепотица, Царев заточеник, Дечко који обећава, Голи краљ, Три мускетара, Принц - аркадна авантура, Црвени заточеник, Мачор у чизмама, Принцес журка - Хаос бајка, Ромео и Јулија, Снежна краљица, Господар мува, Игра у тами, Том Сојер и ђавола посла, Школа рокенрола, Црвенкапа, Дан одлуке, Последњи змај, Једини на свету, Оливер Твист, 99 кловнова, Иза кулиса, Госпођа министарка, Звездарски витез, Избор за III миленијум, Књига о џунгли, Чаробна је ствар правити дар-мар, Голи краљ, Снежана и седам патуљака, Крчмарица Мирандолина, Слуга двају господара, Петар Пан, Робин Худ, Царица Милица, Змај од Јастрепца, Укроћена горопад и друге.
До средине 2017. одиграо је 3.000 представа, а до фебруара 2019. године, Ненадовић је одиграо 3.100 представа у Позоришту „Бошко Буха”.
Добитник је више награда и признања, а како је истицао најдраже награде биле су му награде позоришта „Бошко Буха”, два пута је добио Награду „Гита Предић Нушић”, 1996. године за неколико улога у представи Принц - аркадна авантура Небојше Ромчевића у режији Горчина Стојановића и 1999. године за улогу Луја XIII у представи Три мускетара Александра Диме/Стевана Копривице у режији Миме Караџића.

## Филмографија
Током каријере имао је око 50 филмских и ТВ улога. Био је наратор у ТВ драми Проклета авлија из 1984. године, а појавио се и у документарном филму Деца филма из 2003. године. Водио је велики број ТВ емисија, укључујући дечју емисију Тајни агент Изи, серију Шта би било, кад би било, а позајмио је глас Гокуу, у српској верзији аниме серије Змајева кугла.
| Год.       | Назив                             | Улога                     |
| ---------- | --------------------------------- | ------------------------- |
| 1980-е▲    |                                   |                           |
| 1977.      | Кућна терапија                    | Витин син                 |
| 1978.      | Повратак отписаних                | Мољац                     |
| 1978.      | Бошко Буха                        | Лале                      |
| 1978.      | Сироче                            |                           |
| 1978—1979. | Вага за тачно мерење              | Горан                     |
| 1980-е▲    |                                   |                           |
| 1980.      | Бошко Буха (ТВ серија)            | Лале                      |
| 1981.      | Шеста брзина                      | Мића                      |
| 1982.      | Приче из радионице                | Мића                      |
| 1982.      | Далеко небо                       | Мацура                    |
| 1982.      | Тесна кожа                        | ученик                    |
| 1982.      | Руски Уметнички експеримент       |                           |
| 1983.      | Младић, девојка, успомене         |                           |
| 1985.      | Томбола                           | препродавац ћебади        |
| 1986.      | Одлазак ратника, повратак маршала |                           |
| 1986.      | Од злата јабука                   | Горчин Вукобрат           |
| 1987.      | Дневник Горчина Вукобрата         |                           |
| 1987.      | Вук Караџић                       | млади Димитрије Давидовић |
| 1988.      | Четрдесет осма — Завера и издаја  | војник Пешић              |
| 1988.      | Мала Нада                         | Ђура                      |
| 1988.      | Шта радиш вечерас                 | Шваба                     |
| 1988.      | Балкан експрес 2                  | млади Немац               |
| 1989.      | Плави, плави!                     |                           |
| 1989.      | Балкан експрес 2 (ТВ серија)      | млади Немац               |
| 1990-е▲    |                                   |                           |
| 1992.      | Театар у Срба                     | Доситеј Обрадовић         |
| 1992.      | Вуков Видео Буквар                |                           |
| 1995.      | Plywood Dreams                    | Јоца Сируп                |
| 2000-е▲    |                                   |                           |
| 2002.      | Фазони и Форе 2                   | Дача, пингвин             |
| 2003.      | М(ј)ешовити брак                  |                           |
| 2003.      | Професионалац                     | збуњени вук               |
| 2004—2005. | Јелена                            | чика Карлос               |
| 2006.      | Љубав, навика, паника             | електричар                |
| 2010-е▲    |                                   |                           |
| 2010.      | Куку, Васа                        |                           |
| 2010.      | Жена са сломљеним носем           | гинеколог                 |
| 2009—2012. | Бела лађа                         | амбасадор Емери           |
| 2013.      | Звездара                          | Раша                      |
| 2014.      | ТВ театар                         | Тим Олгуд                 |
| 2011—2014. | Жене са Дедиња                    | Човек за кетеринг         |
| 2015.      | Окидач                            | галериста Макс            |
| 2015.      | Психо-сеанса                      |                           |
| 2015.      | Игра у тами                       | Шоле                      |
| 2016.      | Комшије                           | Михајло Атанацковић       |
| 2016.      | Мамурлуци                         | домаћицин муж Риста       |
| 2017.      | Истине и лажи                     | професор                  |
| 2018.      | Систем                            | Ђилан Туговић             |
| 2018.      | Ургентни центар                   | Митар                     |
| 2019.      | Није све као што изгледа          | Добривоје                 |
| 2019.      | Јунаци нашег доба                 | јавни тужилац             |
| 2020-е▲    |                                   |                           |
| 2020–2021. | Игра судбине                      | Томас Брунер              |
| 2020.      | Калуп                             | патолог                   |
| 2021.      | Александар од Југославије         | Мустафа Кемал Ататурк     |

## Рекли су о Ненадовићу
Неша је био шармантан и неодољив. Био је прави глумац за дечије позориште. Разумео је и волео децу.— Милан Караџић, српски режисер.
Неша је био апсолутни фаворит на нашем пријемном испиту за студије глуме, иако је био тих и ненаметљив. Био је несумњиво талентован, најбољи студент наше класе. За свакога је имао топлу реч и препознатљив осмех.— Предраг Бјелац, српски глумац.
Неша је поштовао људе, разумео различитости, био је племенит, драг и мио. Долазио је на сваку пробу и никада није био препреден. Био је, верују и човек и велики учитељ. Остаће запамћен заувек и биће заувек вољен.— Југ Радивојевић, српски режисер.
Увек нас је чинио достојним своје ведрине и осмеха. Једне године је остварио рекордних 77 извођења у „Бошку Бухи”. Био је добри дух нашег позоришта.— Игор Бојовић, српски драматург и сценариста.